# Nisís Evraíos
Nisís Evraíos är en ö i Grekland.   Den ligger i prefekturen Nomós Korinthías och regionen Peloponnesos, i den sydöstra delen av landet, 50 km väster om huvudstaden Aten. Arean är 0,20 kvadratkilometer.
Terrängen på Nisís Evraíos är lite kuperad. Öns högsta punkt är 49 meter över havet. Den sträcker sig 0,5 kilometer i nord-sydlig riktning, och 0,9 kilometer i öst-västlig riktning.